# Hyllus cornutus
Hyllus cornutus är en spindelart som först beskrevs av John Blackwall 1866.  Hyllus cornutus ingår i släktet Hyllus och familjen hoppspindlar. Inga underarter finns listade i Catalogue of Life.